# Rajon Synelnykowe
Der Rajon Synelnykowe (ukrainisch Синельниківський район/Synelnykiwskyj rajon; russisch Синельниковский район/Sinelnikowski rajon) ist ein ukrainischer Rajon mit etwa 200.000 Einwohnern. Er liegt in der Oblast Dnipropetrowsk und hat eine Fläche von 6617 km², der Verwaltungssitz befindet sich in der namensgebenden Stadt Synelnykowe.

## Geographie
Der Rajon liegt im Osten der Oblast Dnipropetrowsk und grenzt im Norden an den Rajon Pawlohrad und den Rajon Losowa (in der Oblast Charkiw gelegen), im Nordosten an den Rajon Kramatorsk (in der Oblast Donezk gelegen), im Osten an den Rajon Pokrowsk (Oblast Donezk), im Südosten an den Rajon Wolnowacha (Oblast Donezk), im Süden an den Rajon Polohy (in der Oblast Saporischschja gelegen), im Südwesten an den Rajon Saporischschja (Oblast Saporischschja), im Westen an den Rajon Dnipro sowie im Nordwesten an den Rajon Nowomoskowsk.

## Geschichte
Der Rajon wurde am 7. März 1923 gegründet, seit 1991 ist er Teil der heutigen Ukraine.
Am 17. Juli 2020 kam es im Zuge einer großen Rajonsreform zur Auflösung des alten Rajons und einer Neugründung unter Vergrößerung des Rajonsgebietes um die Rajone Petropawliwka, Wassylkiwka, Pokrowske und Meschowa sowie den bis dahin unter Oblastverwaltung stehenden Städten Synelnykowe und Perschotrawensk, der westliche Teil des Rajons kam hingegen zum Rajon Dnipro, ein kleinerer Teil im Norden zum Rajon Pawlohrad.

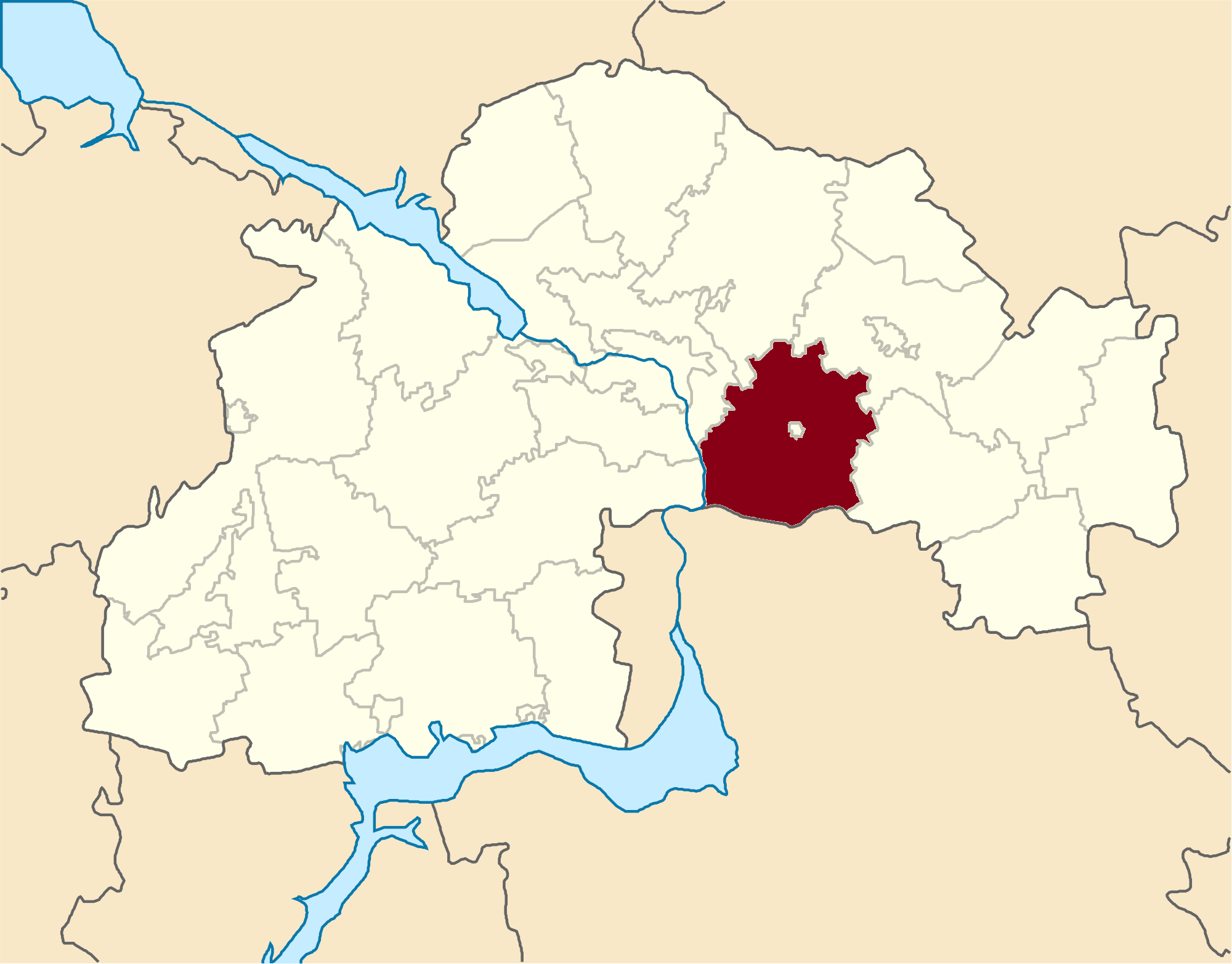
Rajon Synelnykowe bis Juli 2020
Rajonsgebiet ab Juli 2020

## Administrative Gliederung
Auf kommunaler Ebene ist der Rajon in 19 Hromadas (2 Stadtgemeinden, 7 Siedlungsgemeinden und 10 Landgemeinden) unterteilt, denen jeweils einzelne Ortschaften untergeordnet sind.
Zum Verwaltungsgebiet gehören:
- 2 Städte
- 13 Siedlungen städtischen Typs
- 348 Dörfer
- 9 Ansiedlungen

Die Hromadas sind im Einzelnen:
- Stadtgemeinde Synelnykowe
- Stadtgemeinde Perschotrawensk
- Siedlungsgemeinde Ilarionowe
- Siedlungsgemeinde Meschowa
- Siedlungsgemeinde Petropawliwka
- Siedlungsgemeinde Pokrowske
- Siedlungsgemeinde Rosdory
- Siedlungsgemeinde Slawhorod
- Siedlungsgemeinde Wassylkiwka
- Landgemeinde Brahyniwka
- Landgemeinde Dubowyky
- Landgemeinde Malomychajliwka
- Landgemeinde Mykolajiwka
- Landgemeinde Nowopawliwka
- Landgemeinde Rajiwka
- Landgemeinde Sajzewe
- Landgemeinde Slowjanka
- Landgemeinde Ukrajinske
- Landgemeinde Welykomychajliwka